# Marcus Sandell
Marcus Sandell (* 23. September 1987 in Espoo) ist ein ehemaliger finnischer Skirennläufer. Seine stärkste Disziplin war der Riesenslalom. Sandell wurde 2007 Vize-Juniorenweltmeister im Riesenslalom, gewann drei Europacuprennen und erreichte im Weltcup mehrere Top-10-Platzierungen. Im September 2009 erlitt er bei einem Trainingssturz schwere Verletzungen.

## Biografie
Der Finnlandschwede Sandell begann mit 3 Jahren mit dem alpinen Skilauf in der Anlage in der Stadt Grankulla (finnisch Kauniainen) in der Region Helsinki. Er startet für den Verein Grankulla IFK. Im Dezember 2002 bestritt er seine ersten FIS-Rennen und erreichte bereits im Januar 2003 den ersten Podestplatz. Sein erstes internationales Großereignis waren die Juniorenweltmeisterschaften 2004 in Maribor, wo er aber nur 34. im Riesenslalom und 42. im Super-G wurde und im Slalom nicht ins Ziel kam. Ein Jahr später erreichte er bei den Juniorenweltmeisterschaften 2005 in Bardonecchia bereits Platz elf im Super-G und Rang 18 im Riesenslalom. Zwei Wochen danach gewann er sein erstes FIS-Rennen. Im Dezember 2004 und Januar 2005 bestritt der Finne seine ersten drei Rennen im Europacup, kam dabei aber noch nicht in die Punkteränge.
Ab der Saison 2006/07 gehörte Sandell dem Europacupkader an und startete regelmäßig in dieser Rennserie. Nachdem er in den Slalomrennen in Salla zu Saisonauftakt seine ersten Punkte gewonnen hatte, erreichte er im ersten Riesenslalom in Levi schon den zweiten Platz und tags darauf feierte er im zweiten Riesenslalom von Levi mit fast einer halben Sekunde Vorsprung auf den Österreicher Michael Zach seinen ersten Europacupsieg. Es folgten ein weiterer Sieg im Riesenslalom von Serre Chevalier und mehrere Top-10-Plätze, womit er sich den Gewinn der Riesenslalomwertung sicherte und Achter im Europacup-Gesamtklassement wurde. Im selben Winter bestritt er auch seine ersten Weltcuprennen. Die ersten Weltcuppunkte gewann er am 21. Dezember 2006 mit Platz 19 im Riesenslalom von Hinterstoder und gegen Saisonende konnte er mit Rang 27 im Riesenslalom von Kranjska Gora noch einmal punkten. Im Februar 2007 nahm er an den Weltmeisterschaften in Åre teil. Dort schied er jedoch im ersten Riesenslalomdurchgang aus und konnte im Slalom nach einem Ausfall im Qualifikationsrennen nicht am Hauptbewerb teilnehmen. Im Mannschaftswettbewerb erzielte er mit seinen Teamkollegen den vierten Platz. Vier Wochen später gewann er in Flachau die Silbermedaille im Riesenslalom bei den Juniorenweltmeisterschaften 2007.
Nach seinen Vorjahresleistungen stieg Sandell 2007 in den finnischen Weltcupkader auf. In der Weltcupsaison 2007/08 erreichte er zunächst mehrere Top-20-Platzierungen, musste aber, vor allem im Slalom, auch einige Ausfälle hinnehmen. Am 23. Februar 2008 fuhr er mit Rang neun im Riesenslalom von Whistler erstmals unter die besten zehn und beim Saisonfinale in Bormio erreichte er den achten Platz im Riesenslalom und damit erstmals in den Top 10. Im Riesenslalomweltcup belegte er als zweitbester Finne den 16. Platz. Im Europacup gelang ihm in der Saison 2007/08 ein Sieg im Riesenslalom von St. Vigil und ein dritter Platz im Riesenslalom von Hinterstoder. In der Weltcupsaison 2008/09 war neuerlich der Riesenslalom seine stärkste Disziplin. Sandell erreichte einen zehnten Platz in Sestriere und weitere drei Top-20-Ergebnisse, fiel damit aber im Riesenslalomweltcup auf Platz 24 zurück. Im Slalom brachte er wie schon im Vorjahr kein Ergebnis ins Ziel, aber in der Super-Kombination konnte er erstmals mit dem 27. Rang in Sestriere punkten. Bei den Weltmeisterschaften 2009 in Val-d’Isère belegte der Finne Platz 16 im Riesenslalom, fiel aber im Slalom im zweiten Durchgang aus. Im Europacup bestritt er in diesem Winter nur vier Rennen. Sein bestes Resultat war der zweite Platz im Riesenslalom von St. Vigil.
Am 28. September 2009 verunglückte Sandell im Training am Pitztaler Gletscher in Tirol. Er kam von der Piste ab, stürzte in ein Geröllfeld und zog sich dabei schwere Verletzungen an Niere und Milz sowie Brüche des Nasenbeines und Handgelenkes zu. Im Krankenhaus Innsbruck musste ihm danach eine Niere entfernt werden. Beim Riesenslalom von Kranjska Gora am 29. Januar 2010 gab er als Vorläufer sein Comeback. Der erste Wettkampf nach seiner schweren Verletzung war der Riesenslalom der Olympischen Winterspiele 2010 am 23. Februar, wo er im zweiten Durchgang ausschied. In dieser Saison blieb dies sein einziger Rennstart.
Nachdem die Saison 2010/11 zunächst von bescheidenen Leistungen geprägt gewesen war, konnte sich Sandell am 6. Februar 2011 als Siebter des Riesenslaloms von Hinterstoder wieder in der Weltspitze etablieren. Zwölf Tage später erzielte er im Riesenslalom der Weltmeisterschaften 2011 in Garmisch-Partenkirchen den zehnten Platz. Im WM-Slalom schied er aus. In der Saison 2011/12 fuhr er zweimal unter die besten zehn, in der Saison 2012/13 bisher dreimal. Sein bisher bestes Ergebnis ist ein vierter Platz, erzielt am 24. Februar 2013 im Riesenslalom von Garmisch-Partenkirchen. Es blieben ihm aber weiter Verletzungen oder sonstige körperliche Probleme nicht erspart. Am 30. Oktober 2012 musste er sich in Helsinki einer Operation an der Hand unterziehen, die Saison 2016/17 beendete er noch vor Beginn der Weltmeisterschaften wegen anhaltender Rückenschmerzen.
Am 8. Mai 2018 gab er seinen Rücktritt vom aktiven Skirennsport bekannt. In einer zum 75-jährigen Jubiläum des finnlandschwedischen Sportverbands erschienenen Artikelserie beschreibt die Sportredaktion des schwedischsprachigen Programms von Yle Marcus Sandell als einen der „50 Sportler aller Zeiten in Svenskfinland“.

## Erfolge

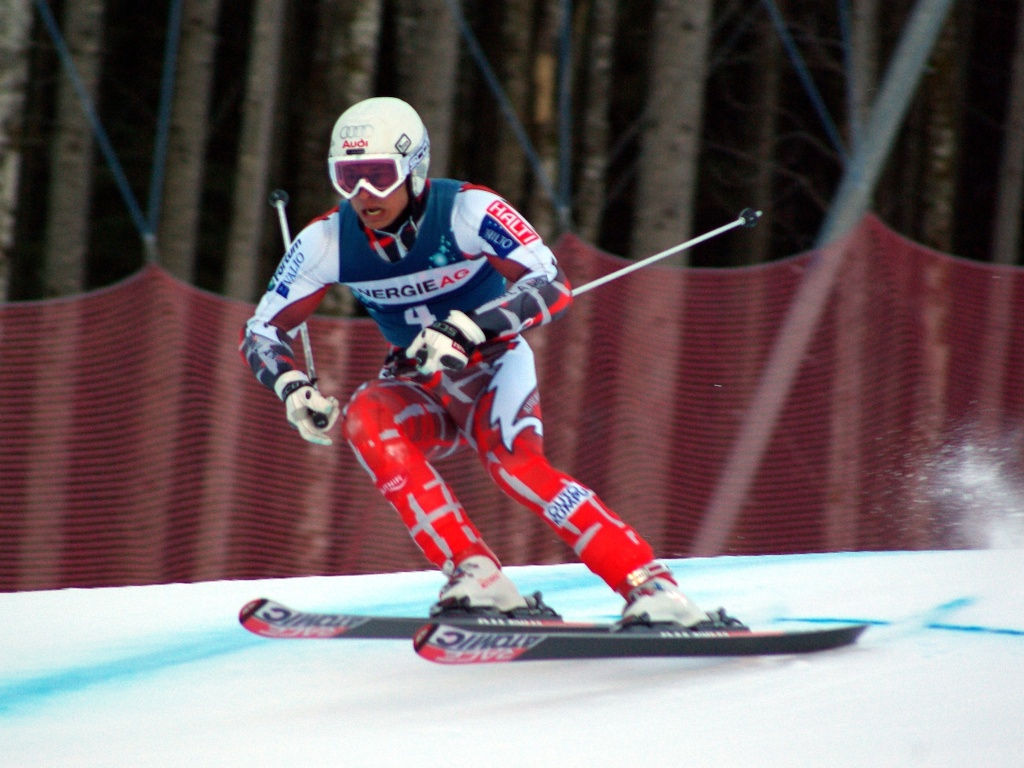
Marcus Sandell im Januar 2008

### Weltmeisterschaften
- Åre 2007: 4. Mannschaftswettbewerb
- Val-d’Isère 2009: 16. Riesenslalom
- Garmisch-Partenkirchen 2011: 10. Riesenslalom
- Schladming 2013: 12. Riesenslalom, 29. Super-G
- Vail/Beaver Creek 2015: 14. Riesenslalom

### Weltcup
- 16 Platzierungen unter den besten zehn

### Weltcupwertungen
| Saison  | Gesamt | Gesamt | Riesenslalom | Riesenslalom | Kombination | Kombination |
| Saison  | Platz  | Punkte | Platz        | Punkte       | Platz       | Punkte      |
| ------- | ------ | ------ | ------------ | ------------ | ----------- | ----------- |
| 2006/07 | 120.   | 16     | 36.          | 16           | –           | –           |
| 2007/08 | 59.    | 130    | 16.          | 130          | –           | –           |
| 2008/09 | 78.    | 75     | 24.          | 71           | 46.         | 4           |
| 2010/11 | 99.    | 54     | 28.          | 54           | –           | –           |
| 2011/12 | 58.    | 143    | 19.          | 143          | –           | –           |
| 2012/13 | 33.    | 197    | 8.           | 197          | –           | –           |
| 2013/14 | 56.    | 117    | 21.          | 117          | –           | –           |
| 2014/15 | 62.    | 108    | 18.          | 108          | –           | –           |
| 2015/16 | 58.    | 164    | 16.          | 164          | –           | –           |
| 2016/17 | 135.   | 11     | 50.          | 11           | –           | –           |

### Europacup
- Saison 2006/07: 1. Riesenslalomwertung, 8. Gesamtwertung
- Saison 2007/08: 10. Riesenslalomwertung
- Sechs Podestplätze, davon drei Siege:

| Datum             | Ort             | Land       | Disziplin    |
| ----------------- | --------------- | ---------- | ------------ |
| 29. November 2006 | Levi            | Finnland   | Riesenslalom |
| 8. Januar 2007    | Serre Chevalier | Frankreich | Riesenslalom |
| 13. Dezember 2007 | St. Vigil       | Italien    | Riesenslalom |

### Juniorenweltmeisterschaften
- Maribor 2004: 34. Riesenslalom, 42. Super-G
- Bardonecchia 2005: 11. Super-G, 18. Riesenslalom
- Flachau 2007: 2. Riesenslalom, 11. Super-G

### Weitere Erfolge
- Finnischer Meister im Riesenslalom 2008 und 2009
- 1 Podestplatz im Nor-Am Cup
- 3 Siege in FIS-Rennen